# Тимон из Флиунта
Ти́мон из Флиу́нта (также Тимон Флиазийский или Флиасийский; др.-греч. Τίμων, 320—230 гг. до н. э.) — древнегреческий философ-скептик, ученик Пиррона и создатель сатирических поэм, объединённых под названием «Силлы» (греч. σίλλοι). «Силлы» — это особый жанр греческой поэзии, сатирические стихотворения. Считается, что он написал много произведений, среди них есть поэмы, сатирические драмы, около тридцати комедий и шестидесяти трагедий, а также любовные поэмы, но лишь малая часть дошла до наших дней. Силлы — самое известное произведение Тимона, в котором он в сатирической форме описывает знаменитых философов, живых на тот момент и уже умерших. Поэма написана гекзаметром. Сам текст не сохранился, но многие авторы тех времён упоминали это произведение и цитировали строки из него.

## Биография
Наиболее подробный рассказ о жизни Тимона представил Диоген Лаэртский. Часть сведений он нашёл в первой части работы Аполлонида из Никеи, посвящённой «Силлам», какие-то факты — в работах Антигона из Кариста и Сотиона. Он родился во Флиунте и был сыном Тимарха. Оставшись сиротой в весьма раннем возрасте, он сначала был танцором в театре, но потом оставил эту профессию, занимался коммерцией в колониях и преуспел в этом деле (Diog. L. IX 109—110). Переехав в Мегару, он некоторое время был учеником Стильпона, философа мегарской школы, но потом вернулся домой и женился. Затем он, уже с женой, поехал в Элиду, где и услышал Пиррона, учение которого он впоследствии перенял. Пока Тимон жил в Элиде, у него появились дети, старшего из которых, Ксанфа, он обучал медицине и философии. Покинув Элиду из-за некоторых затруднений, Тимон провёл какое-то время недалеко от пролива Геллеспонт (в наше время более известного как Дарданеллы) и Мраморного моря. Именно в Халкидоне он добился больших успехов, обучаясь идеям софизма. Затем Тимон переехал в Афины, где и остался до конца своей жизни, если не считать недолгого пребывания в Фивах. Тимон много путешествовал, поэтому лично был знаком со многими великими людьми, среди них были цари Антигон II Гонат и Птолемей II Филадельф. Считается, что Тимон помогал Александру Этолийскому и Гомеру Византийскому в написании их трагедий, а также, что он был учителем Арата из Сол.
Поздние античные скептики имели влияние в кругах медиков, которые под их влиянием считали, что настоящие причины болезней узнать невозможно, поэтому надо лечить симптомы. Очень вероятно, что сам Тимон был врачом и обучал своего сына медицине.
Природа щедро одарила Тимона умственными способностями и проницательностью, он быстро распознавал слабости людей. Всё это делало его скептиком в философии и сатириком по жизни. По словам Диогена Лаэртского, у Тимона был только один глаз, но он смеялся даже над своим недугом, называя себя Циклопом. Другие примеры проявления его острого сарказма также можно найти в работах Диогена. Так, например, когда его ученик Арат спросил, как найти первоначальный (оригинальный) текст Гомера, Тимон ответил, что это можно сделать, только обнаружив старые записи, те, в которых нет современных исправлений.
Также считается, что Тимон любил уединение, а также увлекался садоводством. Но Диоген считает, что последнее высказывание и некоторые другие могут быть отнесены либо к «нашему» Тимону, либо к Тимону Афинскому, легендарному мизантропу, или же к обоим.
Согласно описанию Диогена Лаэртского, Тимон не следил за своими рукописями, они валялись где попало и даже портились крысами. В результате он нередко путался в собственных текстах такой сохранности (Diog. L. IX 113—115). Также упоминается, что Тимон любил выпить.
Тимон умер, когда ему было уже почти девяносто лет.

## Философская позиция
Тимон был скептиком и пропагандировал позицию Пиррона, разделяя существование вещей самих по себе и их восприятие людьми. С его точки зрения, достоверное познание возможно лишь через непосредственное восприятие. Также он разделял позицию Пиррона о равносильности всех суждений по поводу истинной сути вещей, включая противоположные, и, как следствие — принцип воздержания от суждений.

## Поэзия
Как уже было отмечено, Тимон создавал лирические и эпические поэмы, трагедии, сатирические драмы, комедии и любовные поэмы. Драмы Тимона не дошли до наших дней. Что касается эпических поэм, о них тоже известно немного, но можно с уверенностью сказать, что они, по большей части, представляли собой сатирические поэмы в эпической форме. Возможно, его произведение Пифон, может быть отнесено именно к этому жанру, хотя и написано прозой. В нём Тимон описывает долгую беседу с Пирроном по пути к Дельфийскому оракулу. Он также писал пародии на Гомера, некоторые строки из его поэм, написанных элегическим стихом, в которых явно прослеживается скептицизм, сохранились. Также были обнаружены два стихотворных фрагмента, которые не получается отнести ни к одной из известных поэм Тимона. Но всё-таки самое известное произведение Тимона — это «Силлы», ранее упомянутая сатирическая поэма. Этимология данного слова не совсем ясна, но, несомненно, оно описывает особый жанр поэзии, в котором сатира, высмеивание, обличение нелепости играют главную роль. Родоначальником этого направления в литературе считается Ксенофан Колофонский. «Силлы» состоят из трёх частей: в первой — Тимон повествует от своего лица, а в двух других происходит диалог между автором и Ксенофаном. Тимон задаёт вопросы, а Ксенофан даёт развёрнутые ответы. Они обсуждают догматы различных философов. Тема данной беседы стала для Тимона благодатной почвой для выражения скептицизма и использования сатиры. Тимон высмеял почти всех известных ему философов. Этого избежали лишь Ксенофан, с которым он ведёт диалог, Пиррон, который появляется в качестве мудреца, чтобы рассудить спор, а также Протагор и Демокрит.
«Силлы» написаны гекзаметром, и, судя по тому, что фрагменты из этого произведения часто цитировались другими авторами (поэтому они и сохранились до наших дней), очевидно, что они были великолепны в своём роде. Комментарии к «Силлам» написали Аполлонида из Никеи и Сотион из Александрии. Поэма Тимона «Образы» (греч.  Ἰνδαλμοι), написанная элегическим стихом, видимо, имеет ту же тему, что и «Силлы».

## Культурные справки
Прототипом героя Тимона в пьесе Шекспира «Жизнь Тимона Афинского» был другой человек, живший намного раньше, но, что интересно, философские убеждения именно Тимона Флиутского являются частью данного образа.